# Противоразделителностизъм
Противоразделителностизмът (англ. Antidisestablishmentarianism) е политически възглед, възникнал във Великобритания през 19 век като противовес на предложенията за разделяне на Англиканската църква, което значи, да се промени положението ѝ и да не бъде държавна църква на Англия, Ирландия и Уелс.
Основаването се е състояло в Англия, но в Ирландия ирландската църква (Англиканска) била отделена през 1871. В Уелс Англиканската църква била разделена на четири епархии през 1920, които впоследствие се обединяват в Уелска църква.
Въпросът по разделянето на Англиканската църква е все още актуален, често обвързван с позицията на английския монарх като Върховен господар над църквата. Тези, които искат да продължат обединяването на Англиканската църква, се наричат противоразделителнари.